# Katastralgemeinde Hinterberg (Gemeinde Hüttenberg)
Die Katastralgemeinde Hinterberg ist eine von acht Katastralgemeinden der Gemeinde Hüttenberg im Bezirk Sankt Veit an der Glan in Kärnten. Sie hat eine Fläche von 2523,15 ha.
Die Katastralgemeinde gehört zum Sprengel des Vermessungsamtes Klagenfurt.

## Lage
Die Katastralgemeinde liegt im Osten des Bezirks Sankt Veit an der Glan, im Süden der Gemeinde Hüttenberg, am Westhang der Saualpe. Sie grenzt im Westen und Norden an die Hüttenberger Katastralgemeinde Lölling, im Osten an die Katastralgemeinden Leiwald, Forst und Witra der Gemeinde Wolfsberg, und im Süden an die Katastralgemeinden Kirchberg und Buch der Gemeinde Klein Sankt Paul. Die Katastralgemeinde erstreckt sich über eine Höhenlage von 717 m ü. A. im Löllinger Graben am Südwestrand der Katastralgemeinde bis zu etwa 2030 m ü. A. am Kamm der Saualpe im Osten der Katastralgemeinde.

## Ortschaften
Auf dem Gebiet der Katastralgemeinde Hinterberg liegen die Ortschaften Hinterberg und Lölling Schattseite.

## Vermessungsamt-Sprengel
Die Katastralgemeinde gehört seit 1. Jänner 1998 zum Sprengel des Vermessungsamtes Klagenfurt. Davor war sie Teil des Sprengels des Vermessungsamtes St. Veit an der Glan.

## Geschichte
Ende des 18. Jahrhunderts wurden die Kärntner Steuergemeinden (später: Katastralgemeinden) gebildet und Steuerbezirken zugeordnet. Die Steuergemeinde Hinterberg wurde Teil des Steuerbezirks Althofen (Herrschaft und Landgericht).
Im Zuge der Reformen nach der Revolution 1848/49 wurden in Kärnten die Steuerbezirke aufgelöst und Ortsgemeinden gebildet, die jeweils das Gebiet einer oder mehrerer Steuergemeinden umfassten. Die Steuer- bzw. Katastralgemeinde Hinterberg wurde Teil der Gemeinde Lölling. Die Größe der Katastralgemeinde wurde 1849 mit 4610 Österreichischen Joch und 534 Klaftern (ca. 2653 ha, also mehr als ein km² größer als die heutige Fläche) angegeben; damals lebten 100 Personen auf dem Gebiet der Katastralgemeinde. Im Zuge der Gemeindestrukturreform wurde 1973 ein etwa 130 ha großes Gebiet – auf dem heute der Großteil der Ortschaft Kirchberg und ein kleiner Teil der Ortschaft Mösel liegt – von der Katastralgemeinde Hinterberg abgetrennt und an die Katastralgemeinde Kirchberg der Nachbargemeinde Klein St. Paul angeschlossen. Gleichzeitig wurde ein etwa ein ha großes Gebiet von der Katastralgemeinde Hinterberg abgetrennt und an die Katastralgemeinde Lölling angeschlossen.
Die Katastralgemeinde Hinterberg gehörte ab 1850 zum politischen Bezirk Sankt Veit an der Glan und zum Gerichtsbezirk Althofen. Von 1854 bis 1868 gehörte sie zum Gemischten Bezirk Althofen. Seit der Reform 1868 ist sie wieder Teil des politischen Bezirks Sankt Veit an der Glan, zunächst als Teil des Gerichtsbezirks Althofen, ab 1872 als Teil des Gerichtsbezirks Eberstein, und seit dessen Auflösung 1978 als Teil des Gerichtsbezirks St. Veit an der Glan.